# Parafia Boskiego Serca Pana w Czeskim Cieszynie
Parafia Boskiego Serca Pana w Czeskim Cieszynie – parafia rzymskokatolicka znajdująca się w Czeskim Cieszynie, w kraju morawsko-śląskim w Czechach. Należy do dekanatu Karwina diecezji ostrawsko-opawskiej.
Msze odprawiane są również w języku polskim dla polskiej mniejszości.

## Historia
Czeski Cieszyn powstał w 1920 roku w wyniku podziału dawnego Księstwa Cieszyńskiego pomiędzy Polskę i Czechosłowację. Ustalona wtedy granica przebiegała przez miasto Cieszyn wzdłuż rzeki Olzy, dzieląc miasto na dwie części. Wcześniej obszar obecnego Czeskiego Cieszyna należał do parafii św. Marii Magdaleny w Cieszynie. W 1894 poświęcono jedyny wówczas obiekt sakralny w lewobrzeżnym Cieszynie, kościół katolicki pw. Najświętszego Serca Pana Jezusa, prowadzony przez zakon jezuitów. Po podziale Śląska Cieszyńskiego obszar przydzielony Czechosłowacji wciąż podległy był diecezji wrocławskiej, pod zarządem specjalnie do tego powołanej instytucji zwanej: Knížebiskupský komisariát niský a těšínský. De facto parafia katolicka w Czeskim Cieszynie zaczęła funkcjonować 1 maja 1921, kiedy komisarzem powyższej instytucji został ks. Josef Koska po tym, jak jezuici w wyniku umowy z kurią biskupią we Wrocławiu, przekazali kościół księżom diecezjalnym. Formalnie jednak, parafia erygowana została przez arcybiskupa wrocławskiego Adolfa Bertrama 8 czerwca 1934 roku. Parafię podporządkowano dekanatowi jabłonkowskiemu.
Kiedy Polska dokonała aneksji tzw. Zaolzia w październiku 1938 parafię jako jedną z 29 włączono do diecezji katowickiej, a 1 stycznia 1940 z powrotem do diecezji wrocławskiej. W 1947 obszar ten wyjęto ostatecznie spod władzy biskupów wrocławskich i utworzono Apostolską Administraturę w Czeskim Cieszynie, podległą Stolicy Apostolskiej. W 1978 obszar Administratury podporządkowany został archidiecezji ołomunieckiej. W 1996 wydzielono z archidiecezji ołomunieckiej nową diecezję ostrawsko-opawską.